# Ambasada Białorusi w Rydze
Ambasada Białorusi w Rydze (biał. Пасольства Рэспублікі Беларусь у Рызе; ros. Посольство Республики Беларусь в Риге) – misja dyplomatyczna Republiki Białorusi w Republice Łotewskiej.

## Historia
Pierwsze białorusko-łotewskie kontakty dyplomatyczne datuje się na lata 1918–1920. Istniał wówczas w Rydze konsulat Białoruskiej Republiki Ludowej.
16 grudnia 1991 Białoruś i Łotwa podpisały deklarację w sprawie zasad dobrego sąsiedztwa. Stosunki dyplomatyczne pomiędzy Białorusią i Łotwą nawiązano 7 kwietnia 1992. W 1993 otwarto Ambasadę Białorusi w Rydze, a w kolejnym roku Konsulat Generalny Białorusi w Dyneburgu.